# Étangs de la Dombes

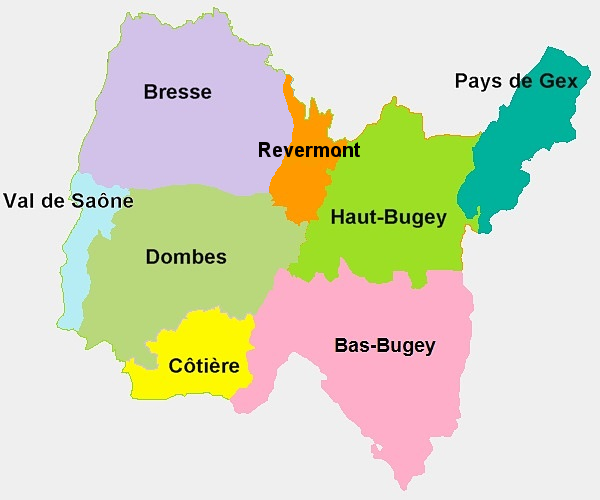
Localisation de la Dombes dans l'Ain.

Les étangs de la Dombes sont un ensemble d'étangs situés sur le plateau de la Dombes, dans l’est de la France, au nord-est de Lyon, au milieu de terres agricoles. Il s’agit d’un des pays du département de l’Ain, au sein de la région Rhône-Alpes ; elle s’étend sur une superficie d’environ 1 000 km2. La Dombes est limitée à l’ouest par la vallée de la Saône et au sud par la Côtière qui surplombe les plaines du Rhône. La principale caractéristique de la région est le nombre d’étangs qui la composent : environ 1100 représentant 12 000 ha de surface en eau.

## Présentation

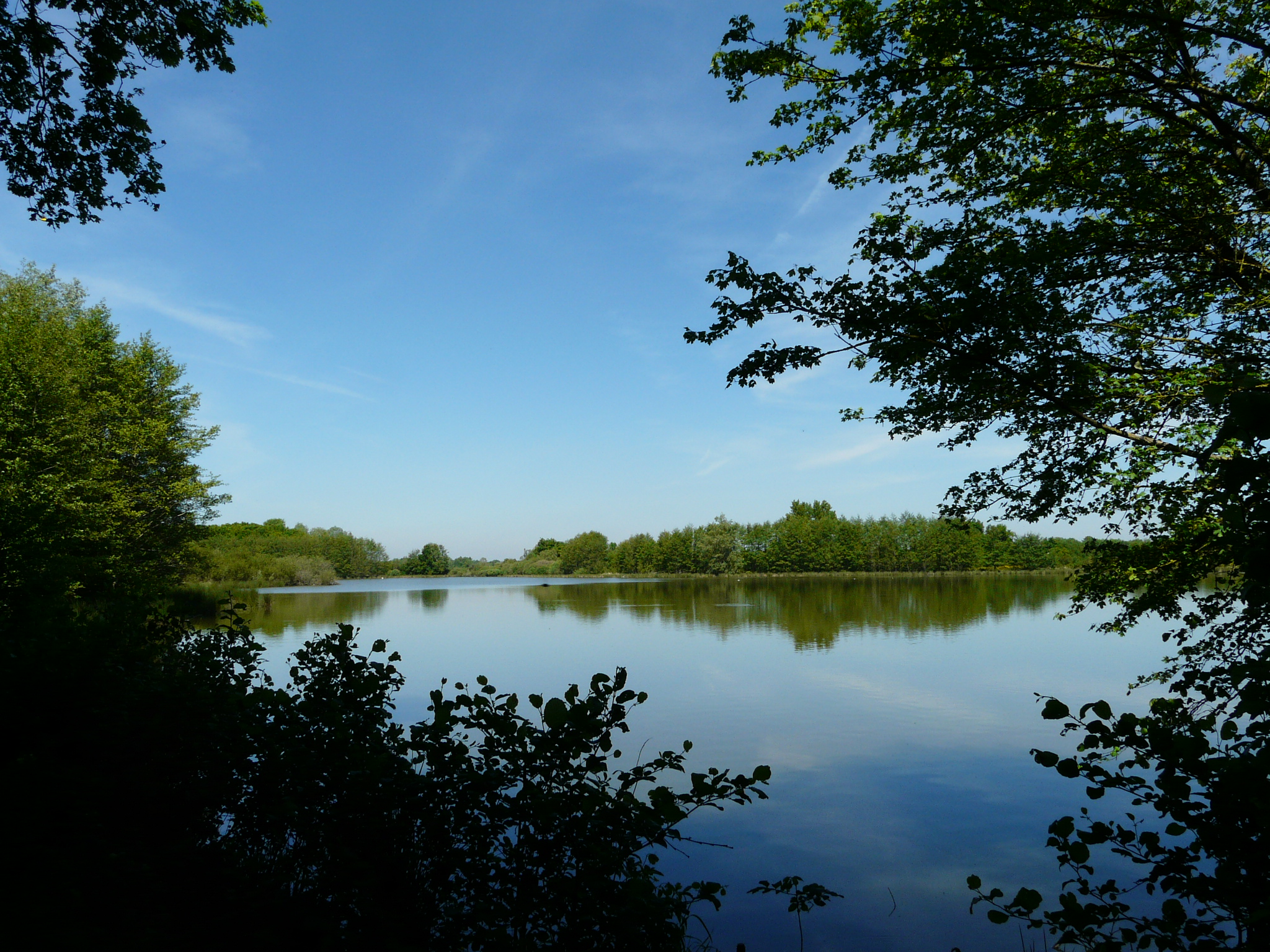
Étang de la Petite Bosonnière (Dombes)

### Historique des étangs
Ces étangs s’inscrivent dans un paysage culturel ancien datant du XIIIe siècle utilisés pour les cultures, l’élevage de bétail et la pisciculture. La Dombes était alors considérée comme insalubre et impropre à la culture. L’élite lyonnaise a cependant tenu à la défendre, assurant des vertus agronomiques et idéologiques, mais surtout car il s’agissait d’une réserve de chasse importante. Les étangs ont été créés pour deux raisons différentes. Premièrement, les agriculteurs avaient besoin de drainer les sols argileux, qui dominaient le paysage, afin de produire des céréales. Étant donné qu’il était difficile d’évacuer l’eau vers des rivières, ils ont préféré stocker en aval l’eau drainée, ou la plupart du temps ils construisaient des digues dans les lieux qui convenaient le mieux. La deuxième raison est la pisciculture qui a connu un essor pendant la période médiévale. Les étangs ont été créés et encore aujourd’hui gérés et entretenus par l’Homme. Chaque étang a un gestionnaire jouant le rôle de responsable dans l’identité et le devenir de la Dombes.

### Les étangs piscicoles en France
En France, différents régions avec une grande densité d’étangs à vocation piscicole existent :
- La Dombes est la plus importante : 1100 étangs - 11 500 ha ;
- La Lorraine : environ 7 000 ha d’étangs ;
- La Brenne : 1300 étangs - 8 500 ha ;
- Le Forez : 300 étangs - 1 500 ha ;
- La Bresse jurassienne : 600 étangs - 2 000 ha ;
- La Franche Comté.

Les étangs piscicoles couvrent une superficie supérieure à 90 000 ha en France. Les peuplements d’oiseaux et la végétation y sont importants. Ils ont été créés puis gérés et entretenus par l’Homme.

### Caractéristiques des étangs

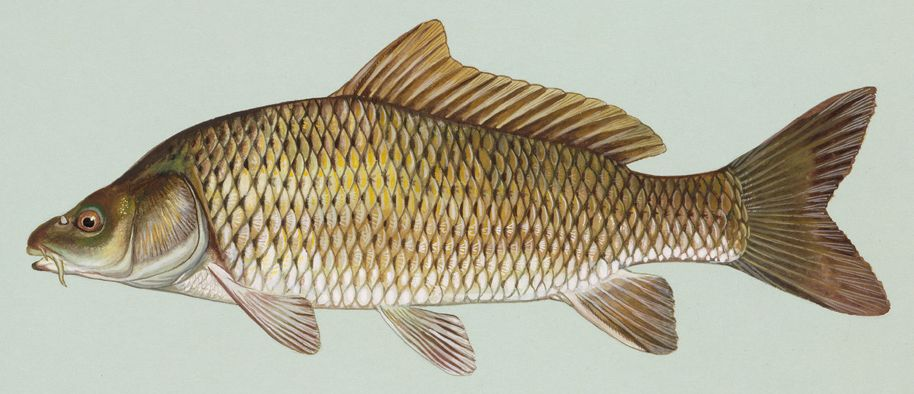
Carpe commune

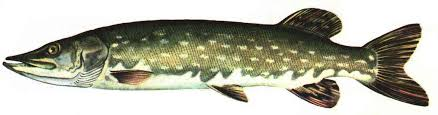
Brochet

Les étangs de la Dombes présentent un paysage naturellement plat d’eaux peu profondes, la profondeur maximale étant de 2,5 m et la profondeur moyenne de 0,7 m. La surface des étangs varie de moins d’1 ha à 100 ha. La Dombes abrite à elle seule près de 18 % de la surface nationale des étangs exploités. Ces piscicultures extensives sont gérées par quelque 300 pisciculteurs qui produisent 21 % de la production piscicole nationale dont :
- 27 % des carpes élevées en France ;
- 21 % des brochets.

La carpe commune est l’espèce dominante de la région et représente 60 % du rendement total, suivie par le gardon et le rotengle, ainsi qu’une plus petite quantité de tanches et de sandres.
La pêche des poissons d'eau douce des étangs de la Dombe est une pratique répertorié à l'inventaire du patrimoine culturel immatériel en France en 2016.

### Climat de la région
Le climat de la Dombes est sujet à des influences continentales (durant l’hiver), atlantiques (pour le printemps et l’automne) et méditerranéennes (durant l’été). En général, la précipitation annuelle pour la région varie entre 800 et 1 000 mm (1961-1990) pour les parties ouest et centrale. Dans la partie est, elle peut aller jusqu’à 1 200 mm. Cela est dû au Massif du Jura qui force les masses d’air arrivant de l’ouest à s’élever, ce qui induit des quantités de précipitations plus importantes dans la partie est de la Dombes. 
Dans la station de Marlieux, située en Dombes centrale, la précipitation annuelle moyenne est de 884 mm pour la période de 1999 à 2006, ce qui est relativement pluvieux par rapport à la moyenne nationale avec les plus fortes précipitations en automne et les plus faibles durant les mois d’hiver. La température annuelle moyenne est de 12,2 °C avec des hausses de températures en été jusqu’à une moyenne mensuelle de 21 °C qui s’abaisse à 2 °C durant l’hiver.

### Intérêts des étangs
Les étangs constituent une composante importante du paysage urbain et rural et de la région. Ils apportent des services écosystémiques comme des habitats pour la faune sauvage, des atouts pour l’agriculture en fournissant des points d’irrigation pour l’agriculture, du dynamisme économique avec la pisciculture et la possibilité d’aménagements pour le loisir, comme le Parc des Oiseaux à Villars-les-Dombes (Ain), qui enregistre près de 300 000 visiteurs par an.
Le 2 juin 1994, Jacques Toubon, ministre de la Culture et de la Francophonie, retenait les étangs de la Dombes parmi les 100 « Sites Remarquables du Goût » répertoriés en France par le Conseil National des Art Culinaires, répondant au triple critère de sélection suivant :
- Un lieu de production en activité : la Dombes est la première région productrice de poissons d'étangs en France ;
- Un intérêt esthétique : avec son millier d'étangs, la Dombes révèle un paysage inattendu ;
- Un accueil pour que les visiteurs aient accès au site toute l'année : avec « La Route des Étangs de la Dombes Nord » et « La Route des étangs de la Dombes Sud »[8].

Ils contribuent également à la conservation de la biodiversité à l’échelle locale et régionale puisqu’ils abritent un nombre important d’espèces. D'un point de vue ornithologique, la Dombes est la zone biogéographique présentant la plus grande diversité spécifique de la région Rhône-Alpes : elle possède 131 espèces d'oiseaux nicheurs. C'est une zone humide d'importance internationale pour les oiseaux migrateurs, classée en ZICO (Zone Importante pour la Conservation des Oiseaux). La Dombes fait partie des sites Natura 2000 parmi les sites de grande valeur écologique à l’échelle européenne. Il est donc important de trouver des méthodes de gestion compatibles avec cette richesse. Il est nécessaire de maintenir un équilibre entre la production piscicole et l’accueil de l’avifaune.

## Les étangs comme site de recherche
Les étangs de la Dombes représentent un écosystème important d’un point de vue écologique et il faut donc maintenir un équilibre entre la gestion de la biodiversité et la pisciculture. C’est pourquoi cette zone a été utilisée de nombreuses fois pour des projets de recherche. Définir les indicateurs adaptés est l’étape de base pour construire une méthodologie correcte et optimiser les échantillonnages.

### Choix des indicateurs
La diversité d’indicateurs est importante et leur choix est difficile. L’indicateur idéal doit représenter une bonne richesse d’espèce, il doit être précis et efficace (c'est-à-dire que peu d’échantillons doivent être nécessaire). 
Les indicateurs à étudier qui ont été retenus sont donc : la chlorophylle a, les plantes vasculaires aquatiques visibles à l’œil nu (macrophytes), les macro-invertébrés, les libellules, les amphibiens et l’analyse physique et chimique de l’eau et des sédiments de l’étang (formes de l’azote, du phosphore, pH, conductivité).

#### Chlorophylle a
Elle permet d’estimer la biomasse de phytoplancton. Le phytoplancton correspond aux organismes microscopiques de nature végétale présente à la base de la chaine alimentaire d’un étang. Les principaux individus qui composent la diversité de phytoplanctons sont photosynthétiques et possèdent donc de la chlorophylle. Il s’agit d’un indicateur de la fluctuation du réseau trophique et il est facilement mesurable. La chlorophylle a est échantillonnée toutes les deux semaines en avril, septembre et octobre, et toutes les semaines de mai à août. Il y a donc 22 échantillons/étang/année. La concentration varie fortement entre les saisons avec un pic en été et des valeurs basses en hiver. Les organismes sont ensuite identifiés par la méthode d’Utermöhl.

#### Macrophytes
Ils sont échantillonnés durant la deuxième moitié de juin à l’aide de cadrats de 4 m2 séparés par 50 m, échantillonné sur 5 lignes parallèles, appelées transects, dans le sens du courant. Le nombre de cadrats varie selon la taille de l’étang.

#### Eau
L’eau de chaque étang est collectée à l’aide d’un « Van Dorn Sampler » en un point de l’étang : le plus profond. Ainsi, un échantillon d’eau entre 0 et 50 cm de profondeur est récolté toutes les deux semaines en avril, septembre et octobre, et toutes les semaines de mai à août, ce qui fait 21 dates d’échantillons.

#### Sédiments
Les sédiments sont échantillonnés en mars et en octobre avec une drague Eckman. On récupère donc 4 échantillons de 0 à 10 cm de sédiments que l’on mixe ensuite en un seul échantillon pour avoir le nitrate total, le phosphore disponible, la matière organique et la concentration de calcium.

#### Macro-invertébrés
Ils sont étudiés une fois au printemps à l’aide d’un cadrat de 140 cm2 le long du bord de l’étang. En moyenne, 7 cadrats sont utilisés. Deux visites sont réalisées pour comptabiliser les amphibiens : une en avril et une en mai, d’une heure chacune, pendant une nuit plutôt douce et à faible vent. Afin de déterminer et dénombrer les espèces de macro-invertébrés, un prélèvement, tous les trois jours à partir de l’apparition d’Anabaena spp, a été effectué en prélevant 5 litres d’eau sur une profondeur de 60 cm à l’aide d’une bouteille de type Van Dorn. L’échantillon est ensuite conservé sous Lugol.

## Cyanobactéries
Une étude sur les cyanobactéries a donc été lancée pour en connaitre davantage sur ces microorganismes et leurs impacts, en utilisant la méthodologie précédemment expliquée. 

### Le défaut de goût
L’un des problèmes économiques majeurs de l’aquaculture est le défaut de goût. Un goût de type « terreux-moisi » peut être senti dans certaines espèces de poissons, ce qui engendre une baisse de la consommation de poissons. La présence de cette saveur est attribuée aux cyanobactéries et actinomycètes. En effet, celles-ci produisent de la géosmine, un composé volatil responsable de cet arrière-goût, qui transite par les ouïes et la peau du poisson avant de se fixer sur les tissus lipidiques. 
La croissance des cyanobactéries est favorisée par des déséquilibres trophiques et/ou écologiques. 
Cela pose divers problèmes, à savoir obstruction des systèmes de filtration, coloration ou dystrophisation des eaux, relargage de métabolites secondaires donnant un mauvais goût à l’eau, comme la géosmine. Elles n’ont que très peu d’ennemis naturels et éliminent les espèces concurrentes.

### L’effet de la géosmine
Le genre de cyanobactérie comme Anabaena spp. produit très fréquemment de la géosmine au cours des efflorescences. Un délai d’au moins une semaine après le début de l’efflorescence a été remarqué avant que la géosmine ne soit relarguée dans l’eau et commence donc à se fixer. Dès que la géosmine est en forte concentration dans l’eau (au-delà de 130 µg/l), sa fixation dans la chair du poisson est très rapide. En effet, des études ont montré qu’une détection sensorielle était effective après 6h d’exposition chez la truite et une simple exposition de 3h est nécessaire pour détecter des défauts de goût type « terreux-moisi ». 
La cinétique d’élimination est d’abord rapide avant de ralentir progressivement. Il faut donc un temps très important pour éradiquer les défauts de goûts. En effet, après 90h de mise en eau claire renouvelée, des défauts persistent.

### Le développement des cyanobactéries
Ces microorganismes se développent durant l’été et au début de l’automne, moins fréquemment au printemps même s'ils peuvent être présents dans certains cas. Les cyanobactéries ont la capacité de fixer l’azote atmosphérique et les concentrations importantes de phosphore permettent le développement d’une biomasse importante de cyanobactéries. Elles ont aussi un impact sur la diversité des phytoplanctons : plus il y a de cyanobactéries et moins la communauté algale est diversifiée. 

### L’influence des cyanobactéries au sein de l’écosystème

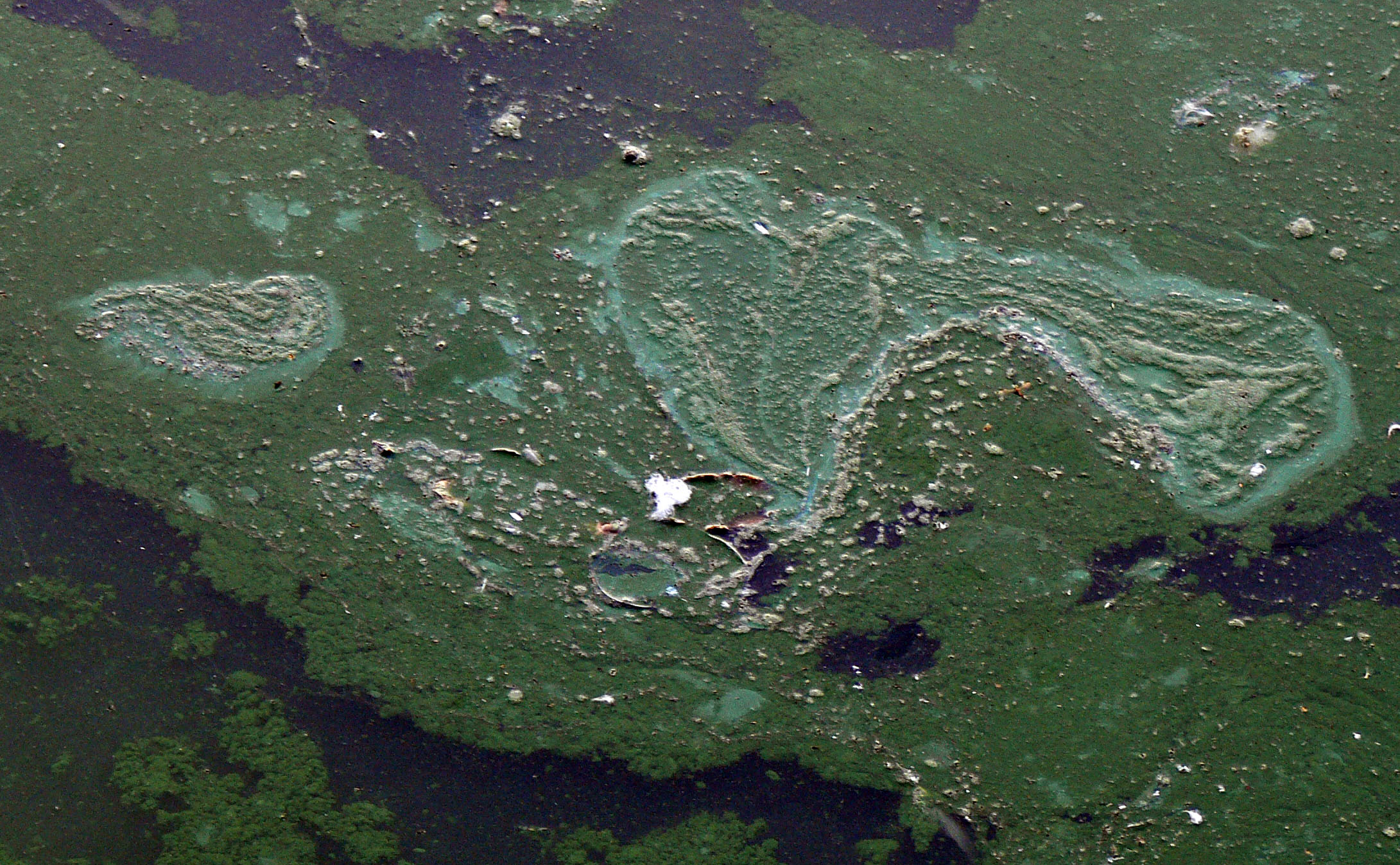
Inflorescence de cyanobactéries

Dans les systèmes piscicoles, les phytoplanctons sont souvent influencés par la compétition entre les cyanobactéries et la chlorophylle a. Selon le gradient trophique, le développement progressif des cyanobactéries conduit à une décroissance simultanée de la chlorophylle a. De nombreuses espèces de cyanobactéries sont connues pour leurs « blooms » dans ces systèmes. Le « bloom » correspond au développement rapide et massif des algues en surface. Cela peut se produire naturellement au cours du cycle de développement des algues. 
Les cyanobactéries produisent des blooms nuisibles en formant des écumes vertes toxiques à la surface de l’eau, pouvant atteindre une épaisseur importante de plusieurs centimètres. Cela se produit spécialement durant les périodes avec une faible concentration d’azote ou un faible ratio azote-phosphore. L’abondance de cyanobactéries semble être un paramètre en corrélation avec la biodiversité des plantes aquatiques, les invertébrés et les libellules dans les étangs. En effet, d’un point de vue écologique, les « blooms » affectent la clarté de l’eau, diminuent la quantité d’oxygène disponible et limitent l’espace disponible.

## Gestion des étangs

### Pratiques
Tous les organismes aquatiques du réseau trophique sont influencés par des facteurs naturels externes (météorologie) et internes (niveau de nutriment). Ils sont aussi étroitement influencés par l’action de l’Homme via les techniques de gestion piscicole. Les étangs sont encore aujourd’hui utilisés à des fins piscicoles dans la Dombes. Le chaulage (apport de chaux, c’est-à-dire de calcium) et la fertilisation (apport d’éléments nutritifs) sont souvent pratiqués par les pisciculteurs pour optimiser la capacité trophique et par conséquent la biomasse piscicole. Une complémentation alimentaire peut aussi être apportée pour les poissons. Des travaux tels que le terrassement ou le décapage doivent être conduits avec précaution pour éviter de percer la couche d’argile qui assure l’imperméabilité. Énormément de cultures sont situées près des étangs ou en amont et ainsi la Dombes fait face à des problèmes de pollution. En effet, de nombreux produits phytosanitaires sont utilisés et, par ruissellement, on peut les retrouver dans les étangs. C'est un problème pris en compte actuellement et de nouvelles techniques de gestion raisonnées sont mises en avant.

### Système de l’étang

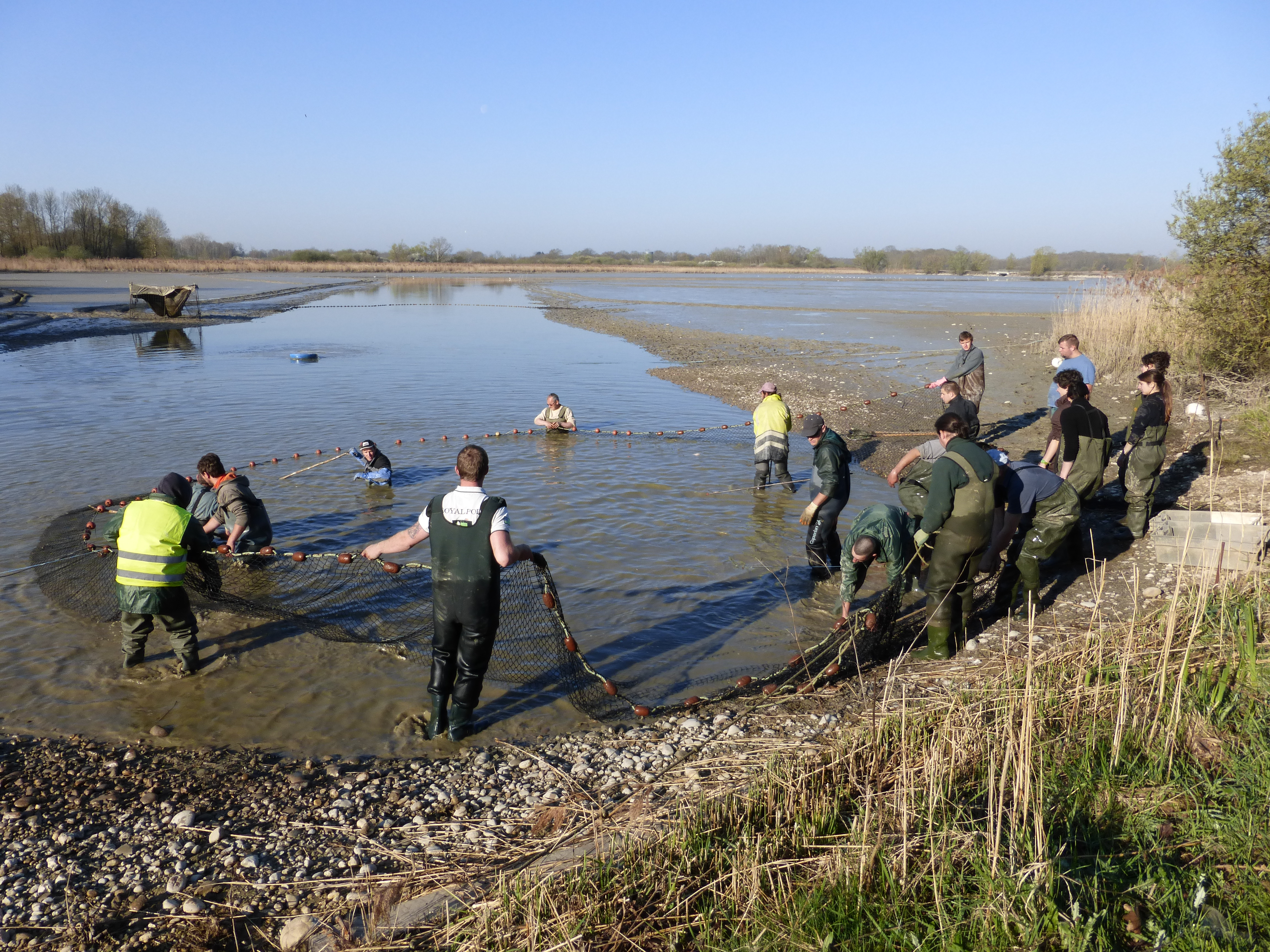
Pêche d'étang dans la Dombes

Un étang est un système avec un fonctionnement cyclique, généralement annuel. Tout d’abord, on retrouve le remplissage de l’étang entre l’automne et le printemps, quand les précipitations sont les plus abondantes et les pertes d’eau les plus faibles. Ensuite, vient l’empoissonnement réalisé avec des géniteurs et des alevins d’espèces et de tailles différentes. La production de l’étang augmente au printemps, avec la hausse de température et de luminosité. Cela permet donc d’optimiser l’utilisation des ressources. Enfin, les étangs sont vidés tous les ans, d’octobre à février: c’est ce qu’on appelle la pêche d’étang. Ils sont ensuite remplis avec l’eau d’autres étangs situés en amont dans la chaine d’eau, ou par les précipitations du bassin versant. L’ouvrage de vidange est appelé « thou » en Dombes. 
L’étang est vidé progressivement pour permettre la pêche, tout en gardant une quantité suffisante dans la « pêcherie » (zone réservée pour rabattre le poisson et pouvoir le récupérer dans des bacs) pour permettre aux poissons de rester en vie. Il est ensuite courant de réaliser un moment de transition. Cela peut être le pâturage, mais il est de nos jours peu utilisé en raison de la gestion délicate : il est nécessaire d’être en culture extensive pour laisser un couvert végétal suffisant pour limiter le développement de la végétation. L’autre possibilité est l’assec, qui est essentiellement utilisé dans la région de la Dombes. On réalise en général un assec tous les 3 à 4 ans.

#### Assec

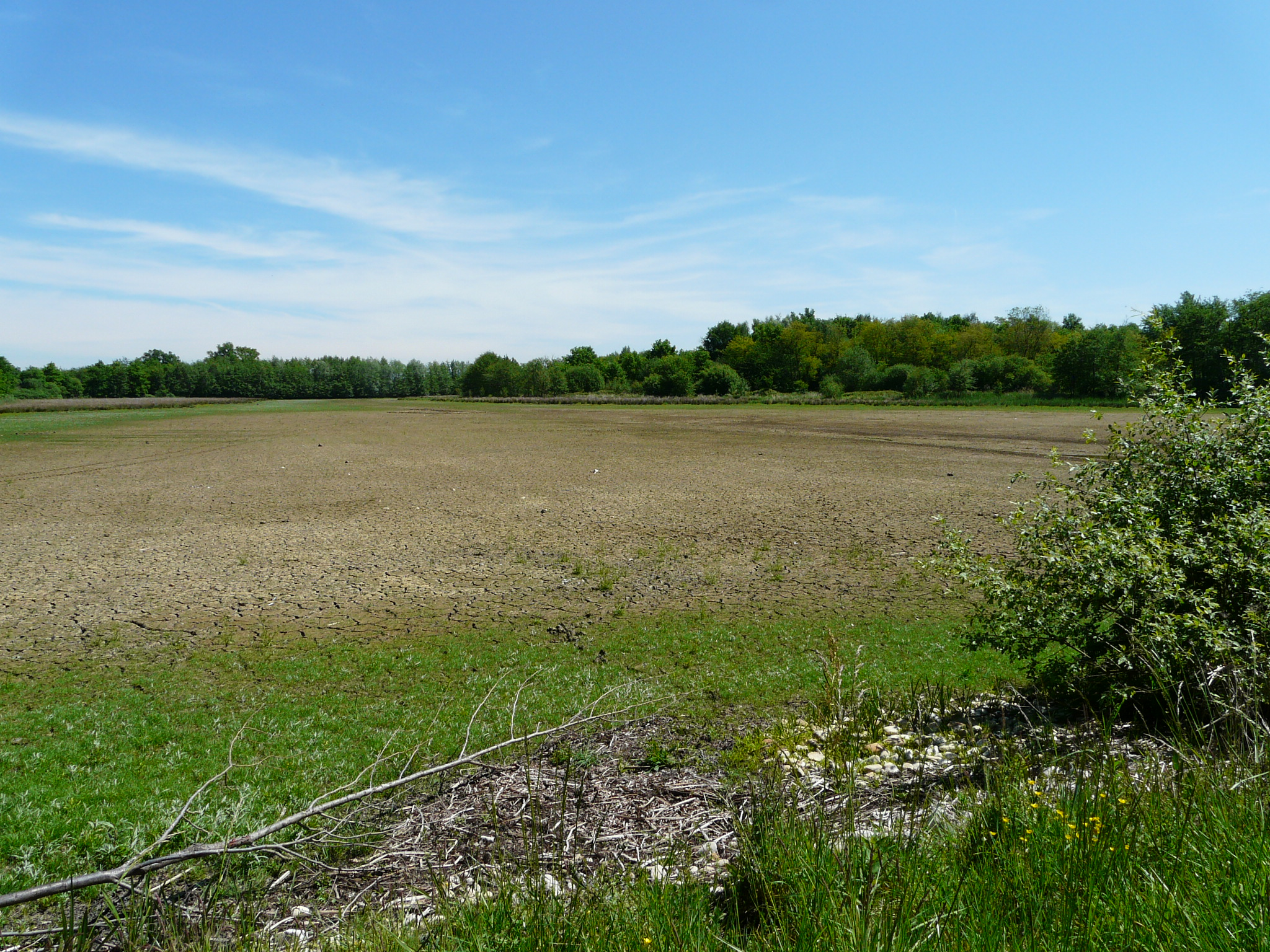
Etang en assec

L’assec correspond au moment où, après la pêche, dans la période dite d'évolage (de l'ancien adjectif « eveux  » ou « evol  » et venant de eve signifiant aqueux), l’étang n’est pas remis en eau. Durant une année, le cycle de l’étang ne sera pas réalisé et le terrain sera mis en culture. Cette pratique a évidemment un effet sur l’écosystème puisqu’il s’agit d’une succession entre un système inondé et un système cultural, qui crée donc des perturbations : un milieu aquatique devient un milieu terrestre durant une année. Il a été démontré les effets sur la biodiversité et cela pourrait aussi avoir des effets sur la production naturelle piscicole. Les pratiques d’exploitation traditionnelles telles que l’assec entrainent un rajeunissement cyclique des écosystèmes et donc entretiennent en permanence une forte biodiversité végétale et animale.

#### Cas de la vidange
Les pratiques traditionnelles se perdent. Ainsi, la vidange des étangs piscicoles est de moins en moins réalisée. Cela est pourtant très important car il permet d’aérer les bases et d’accélérer la minéralisation de la matière organique. Dans la Dombes, le Grand Etang par exemple n’était plus vidangé en raison des pressions exercées pour l’activité de loisirs. À la suite de la reprise par une association, il a été décidé qu’une vidange doit être mise en place tous les cinq ans et un assec tous les dix ans. Cette décision a permis de contrôler des espèces indésirables telles que les carpes exotiques, et de redynamiser la biodiversité.

## Biodiversité
En France, 30 % des espèces végétales remarquables résident dans les zones humides et 50 % des oiseaux en dépendent. Les étangs, faisant partie de ces zones humides, représentent donc une zone écologique à préserver.

### Végétation
La végétation joue un rôle dans l’épuration de l’eau et limite les effets de la pollution. La diversité des plantes induit aussi une importante richesse animale.

#### La végétation flottante
Lorsqu’il y a plus d’un mètre d’eau, le printemps amène l’arrivée de végétaux dont le feuillage flottant recouvre la surface de l’étang (Renoncule aquatique, Renouée amphibie, etc.). Ces végétaux amènent des graines appréciées des canards ou un feuillage qui peut être utilisé comme support de nids pour certains oiseaux. Certains végétaux flottants, comme la Renoncule aquatique, semblent plus fréquents dans les deux années qui suivent un assec. Dans la Dombes, il est habituel de faucher une ou deux fois dans l’année pour exposer à nouveau les eaux de surface au rayonnement solaire, car cela peut affecter la productivité piscicole de l’étang.

#### Les vasières

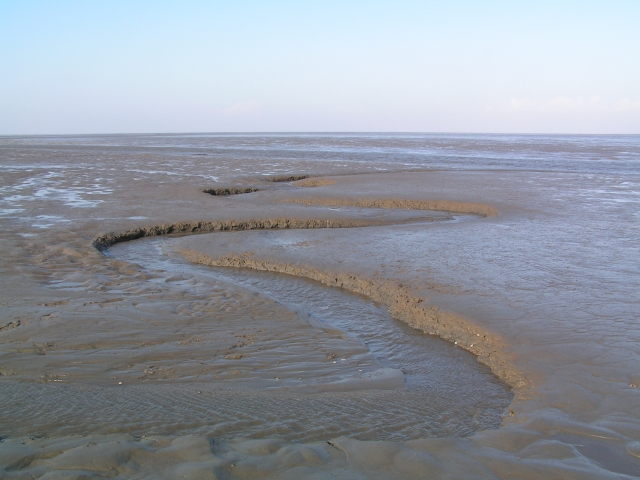
Vasière

Les vasières se présentent comme une berge d’étang suffisamment plate pour être progressivement découverte par les eaux lorsque les niveaux baissent (en général début juin).

#### La jonchaie
Végétation peu élevée et compacte, implantée à 30 cm de profondeur moyenne en début de printemps, elle accueille les nids des mouettes, agressives envers les prédateurs, qui attirent elles-mêmes d’autres espèces. Année après année, le couvert plus compact devient impénétrable pour l’avifaune, au point d’étouffer toute autre végétation. Des pratiques doivent alors être mises en œuvre, comme l’entretien de la végétation, un reprofilage de la berge ou une ouverture de la végétation par girobroyage.

#### Les roselières

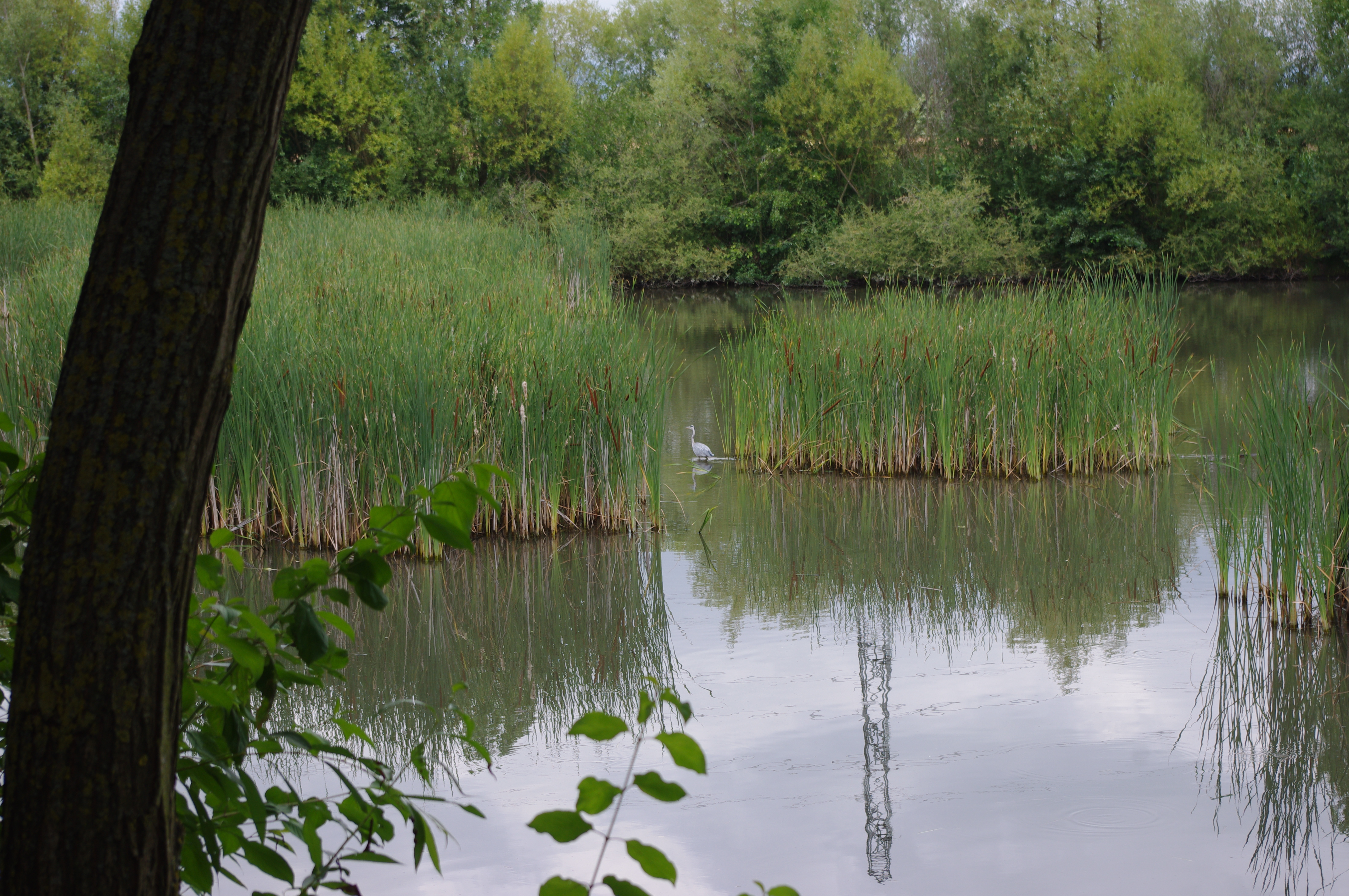
Roselière d'étang

Implantées en bordure des étangs, elles dominent toute autre forme végétale tant que la profondeur est inférieure à 60 cm. Si elles sont suffisamment inondées au printemps, les roselières peuvent accueillir de nombreux oiseaux. Cependant, elles sont parfois indésirables car elles retiennent les sédiments, contribuent aux processus d’envasement et d’atterrissement et s’étendent peu à peu au détriment des surfaces d’eau libre. Les oiseaux comme les poissons finiront par déserter une roselière trop compacte ou insuffisamment inondée. Un plus grand nombre d’espèces viennent nicher sur les étangs de la Dombes où la roselière occupe au moins 10 % de la surface (idéalement entre 15 et 20).

### Diversité des plantes aquatiques
Dans les étangs de la Dombes, une moyenne de 15 plantes aquatiques a été démontrée, ce qui est relativement élevé comparé à des étangs d’Angleterre où la moyenne est de 10 plantes vasculaires aquatiques. 

### Diversité des macro-invertébrés
La diversité des macro-invertébrés dans la Dombes est similaire aux étangs de l’Apennin central (Italie) où il a été observé entre 3 et 17 familles différentes. La Dombes est aussi caractéristique d’une grande diversité de libellules avec la présence d’espèces rares telles que Leucorrhinia pectoralis, Lestes barbarus et Lestes virens.

### Le cas du Grand Cormoran
Les populations ont augmenté considérablement ces dernières années et il a été classé comme espèce protégée en 1979. En France, l’effectif est ainsi passé de 14 000 individus hivernants en 1983 à près de 100 000 aujourd’hui, dont certains restent jusqu’en été (Marion, 2007, Recensement national des Grands cormorans hivernants). Le cormoran consomme jusqu’à 400 g de poissons par jour en plongeant pour les attraper, c’est pourquoi les pisciculteurs utilisent diverses techniques pour éviter les dégâts liés à la prédation comme des carrés de bâche sous lesquels les poissons peuvent se mettre à l’abri.

## Lien entre les indicateurs et la biodiversité
La composition de la communauté de phytoplanctons est souvent basée sur la compétition entre les cyanobactéries et la chlorophylle a. Il y a une corrélation négative entre les indicateurs correspondant à la végétation aquatique avec la qualité de l’eau et les paramètres liés aux phytoplanctons. Le développement des plantes aquatiques se fait en concurrence avec celui des algues microscopiques. Les plantes aquatiques sont essentielles aux étangs car elles augmentent la taille de l’habitat, elles produisent de l’oxygène et de la nourriture pour certains poissons, oiseaux et amphibiens. 
Cependant, un haut niveau de chlorophylle, dû aux pratiques piscicoles, peut induire une perte significative de la biodiversité au sein des plantes aquatiques, des libellules et des macro-invertébrés. Dans la plupart des cas, la diversité des espèces diminue avec l’augmentation des nutriments dans l’étang. Pour les macrophytes et les macro-invertébrés, la diversité de l’étang diminue avec l’eutrophisation, mais cela est plus prononcé pour les macrophytes. Au contraire, pour les amphibiens, aucune diminution n’a été remarquée avec l’eutrophisation du milieu. Les libellules, quant à elles, ne semblent pas être réellement affectées.

## La nécessité d’équilibre
L’étang est un écosystème fragile et en constante évolution. Une mauvaise gestion peut avoir un impact négatif sur le système tandis qu’une non gestion peut conduire à l’apparition d’un tout nouvel écosystème. Il est donc nécessaire de trouver un équilibre entre l’intervention humaine et l’évolution libre.
Les étangs piscicoles en pisciculture extensive, ainsi que des étangs de loisirs montrent une gestion souvent inadaptée du milieu et mettant ainsi en péril la biodiversité, ou du moins ne favorisant pas sa préservation. Le fonctionnement de l’étang repose sur l’équilibre entre les végétaux microscopiques (algues, phytoplanctons ou microphytes) et les végétaux de grande taille (macrophytes). Les végétaux fournissent de la nourriture et des abris aux différentes espèces du milieu. 
La physionomie de l’étang reflète les attentes grâce à un rapport équilibré entre surfaces d’eau libre et ceintures de végétation aquatique. Ce rapport peut varier mais il est en moyenne deux tiers d’eau/un tiers de végétation. Si l’étang est riche en nutriments, cela entraine la disparition des végétaux qui seront remplacés par des boisements et entraineront l’exhaussement du plancher.
« 30 ans suffisent en l’absence de gestion pour qu’un étang disparaisse naturellement du paysage » (Les cahiers techniques Rhône Alpes)

## Perspectives des étangs
Au cours du temps, l’étang a eu une valeur économique avec le développement de la pisciculture et de l’agriculture. Maintenant, il présente divers intérêts : toujours économique avec le développement de la pêche, de la chasse et des loisirs avec les activités telles que la baignade et la navigation, mais il présente aussi un intérêt patrimonial en préservant les zones humides et en engageant des actions de sensibilisation et d’éducation à l’environnement. La chasse est devenue le premier objectif des étangs pour beaucoup de propriétaires et permet donc le maintien de ceux-ci. Chaque propriétaire peut louer son étang ou vendre des parts à la chasse. Cela apporte des revenus supplémentaires puisque la pisciculture est de moins en moins rentable. On estime à environ 85 % le nombre d’étangs loués en Dombes. Il faut conserver un équilibre entre la chasse et la pisciculture : l’économie de la chasse a permis d’entretenir et de maintenir les étangs en renforçant la rentabilité piscicole, tandis qu’une pisciculture raisonnée est favorable au développement des oiseaux,.